# Walter Edyvean
Walter James Edyvean (ur. 18 października 1938 w Medford, Massachusetts, zm. 2 lutego 2019) – amerykański duchowny katolicki, biskup pomocniczy Bostonu w latach 2001–2014.

## Życiorys
Święcenia kapłańskie otrzymał z rąk bpa Francisa Reh w dniu 16 grudnia 1964. Po kilkuletniej pracy w Ipswich został wykładowcą seminarium w Bostonie. W 1990 rozpoczął pracę w Kongregacji ds. Edukacji Katolickiej.
29 czerwca 2001 został mianowany biskupem pomocniczym Bostonu ze stolicą tytularną Aeliae. Sakry udzielił mu kardynał Bernard Law. 29 czerwca 2014 papież Franciszek przyjął jego rezygnację z urzędu, złożoną ze względu na wiek. Zmarł 2 lutego 2019.